# Philippe Baucq

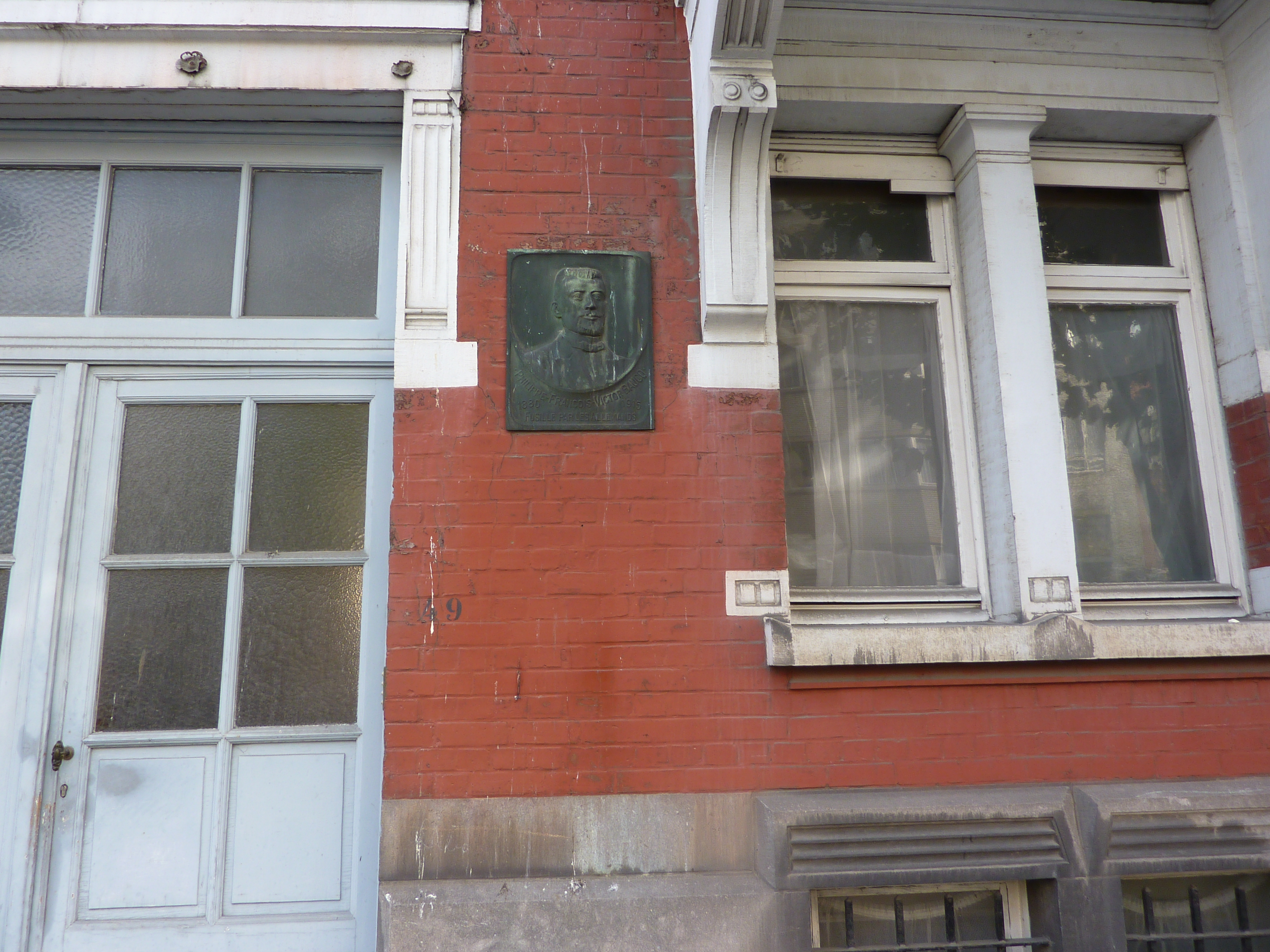
Mémorial avenue de Rodebeek, à Bruxelles.

Philippe François Victor Baucq, né le 13 mars 1880 à Bruxelles et exécuté par les Allemands le 12 octobre 1915 au Tir national à Schaerbeek, est un architecte belge et un héros de la Première Guerre mondiale.

## Éléments biographiques
Né à Bruxelles, le 13 mars 1880, Philippe Baucq fait ses humanités à l'Institut Saint Stanislas à Bruxelles. Il s'inscrit ensuite à l'Académie royale des beaux-arts de Bruxelles où il achève des études d'Architecture. Poursuivant sa formation, il suivra des cours à Londres puis, à l'Institut Solvay. Sa réputation allait grandissante, il réalisa de nombreuses maisons bourgeoises à Bruxelles. Préoccupé néanmoins par le devenir des personnes défavorisées, il crée avec des amis l'Association catholique de Linthout.

### Son action durant la Première Guerre mondiale
Dès le début de la guerre, Philippe Baucq s'investit dans un réseau d'évasion initié par des Belges de la région de Mons qui aidait les soldats alliés blessés et cachés à s'évader de la Belgique occupée vers les Pays-Bas restés neutres. Ensuite, ce réseau fusionna avec un autre, créé par plusieurs femmes (la comtesse Jeanne de Belleville, la princesse Marie de Croÿ, Louise Thuliez et Louise de Bettignies) dans le nord de la France (Réseau Yorc).
Philippe Baucq organise également le Mot du soldat qui permettait à des soldats sur le front et des familles en territoire occupé de communiquer par des échanges de courriers. Enfin, il sera un distributeur zélé de La Libre Belgique clandestine. Philippe Baucq s'occupait de la distribution de 4 à 5000 exemplaires .

### Arrestation
En juillet 1915, le réseau clandestin est démantelé. La vague d'arrestations des membres du réseau débute le 31 juillet 1915 par celle de Philippe Baucq qui, accusé d'espionnage, est emmené Rue de la Loi pour interrogatoire puis il est transféré à la prison de Saint-Gilles. Vint ensuite l'arrestation de Louise Thuliez puis le 5 août celles d'Edith Cavell, de la comtesse Jeanne de Belleville et de la princesse Marie de Croÿ. Louise de Bettignies sera, elle, arrêtée le 20 octobre 1915. Parmi les coïnculpés figurent également de nombreux autres patriotes comme le pharmacien Louis Severin, l'avocat Albert Libiez, les cafetiers Pansaers et Rasquin, ou l'aubergiste François Vandievoet.
Ils furent jugés les 7 et 8 octobre 1915. La défense n'eut la possibilité de produire aucun témoin. Philippe Baucq et cinq autres accusés - dont Edith Cavell - sont condamnés à mort le 11 octobre 1915 à 17 heures. Pour faire cesser les protestations internationales conduites par Brand Whitlock et le marquis de Villalobar, les juges : Werthmann, lieutenant-colonel, Stoeber, conseiller du conseil de guerre, et Duwe, assesseur du conseil de guerre, font exécuter Philippe Baucq et Edith Cavell le lendemain, le 12 octobre 1915, à deux heures du matin au Tir national à Schaerbeek, où ils furent enterrés.
L'indignation est générale, le Roi Albert, la Reine Élisabeth, le Roi George V du Royaume-Uni et d'autres monarques européens font fleurir les tombes des suppliciés.
Louise Thuliez, Jeanne de Belleville, Louis Severin et Albert Libiez voient leur condamnation à mort commuée en peine de prison à perpétuité. Les autres inculpés sont condamnés à des peines de prison. François Vandievoet est acquitté.

## Publication
- Philippe Baucq, « Journal de ma captivité », Revue des deux Mondes, Paris, vol. 7e période, tome 15 et 16,‎ 1923, p. 756-779 (lire sur Wikisource)

## Honneurs
- Un monument en pierre créé par l'artiste Jacques Nisot[3] est érigé en son honneur dans le parc Josaphat à Bruxelles.
- Une rue lui est dédiée à Etterbeek.
- Une plaque commémorative est placée à l'endroit où s'élevait son ancien domicile etterbeekois, au no  1 de la rue du Grand Duc, à l'angle de la chaussée de Wavre.
- Son nom est repris sur une plaque commémorative d'artistes décédés durant la Guerre à l'entrée du Cercle Gaulois à Bruxelles.
- Son nom est repris sur une plaque commémorative « 14-18 » dans le hall de l'Institut Saint Stanislas à Bruxelles.

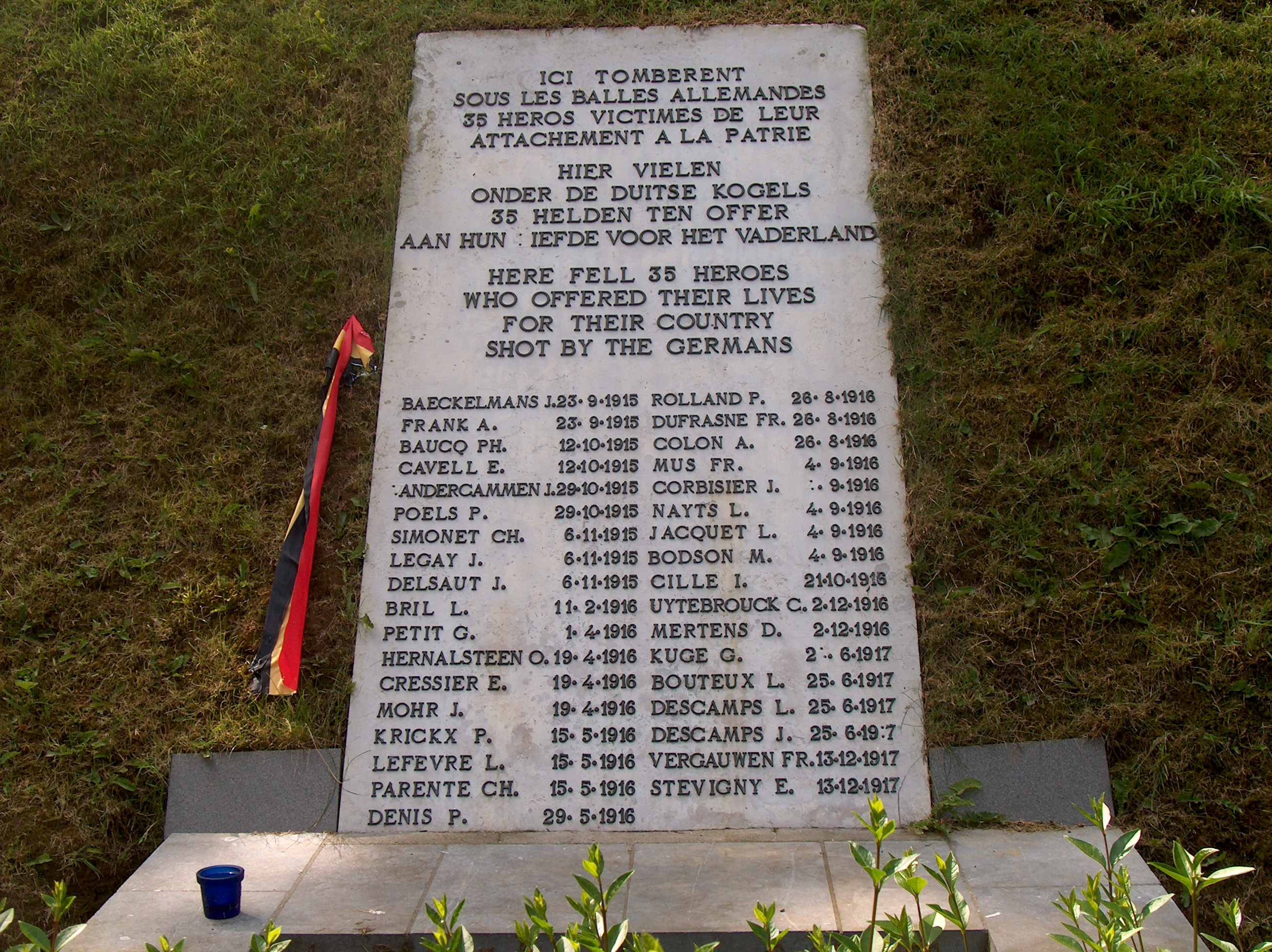
Mémorial à l'Enclos des fusillés, Schaerbeek
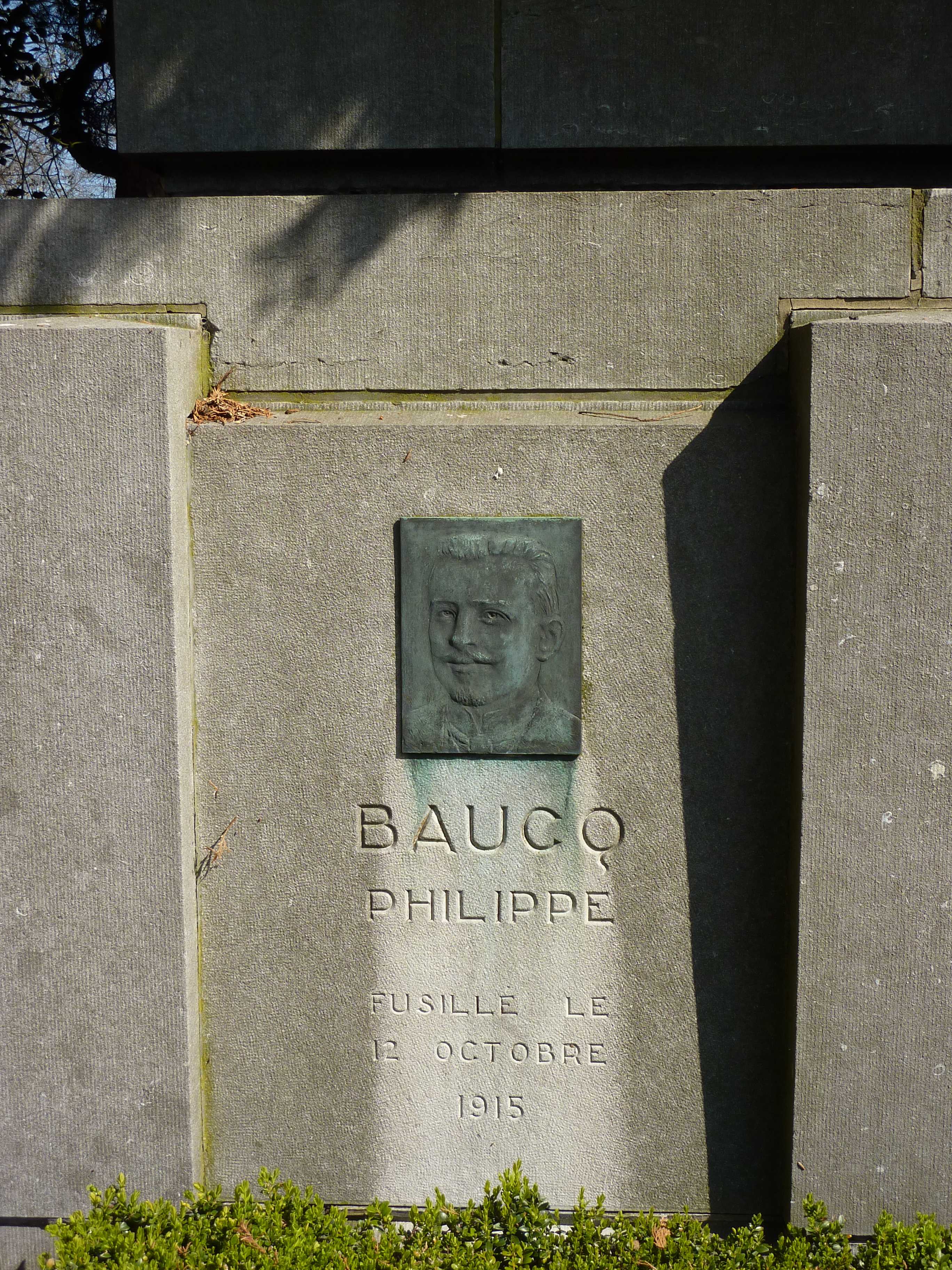
Mémorial Philippe Baucq au cimetière de Bruxelles
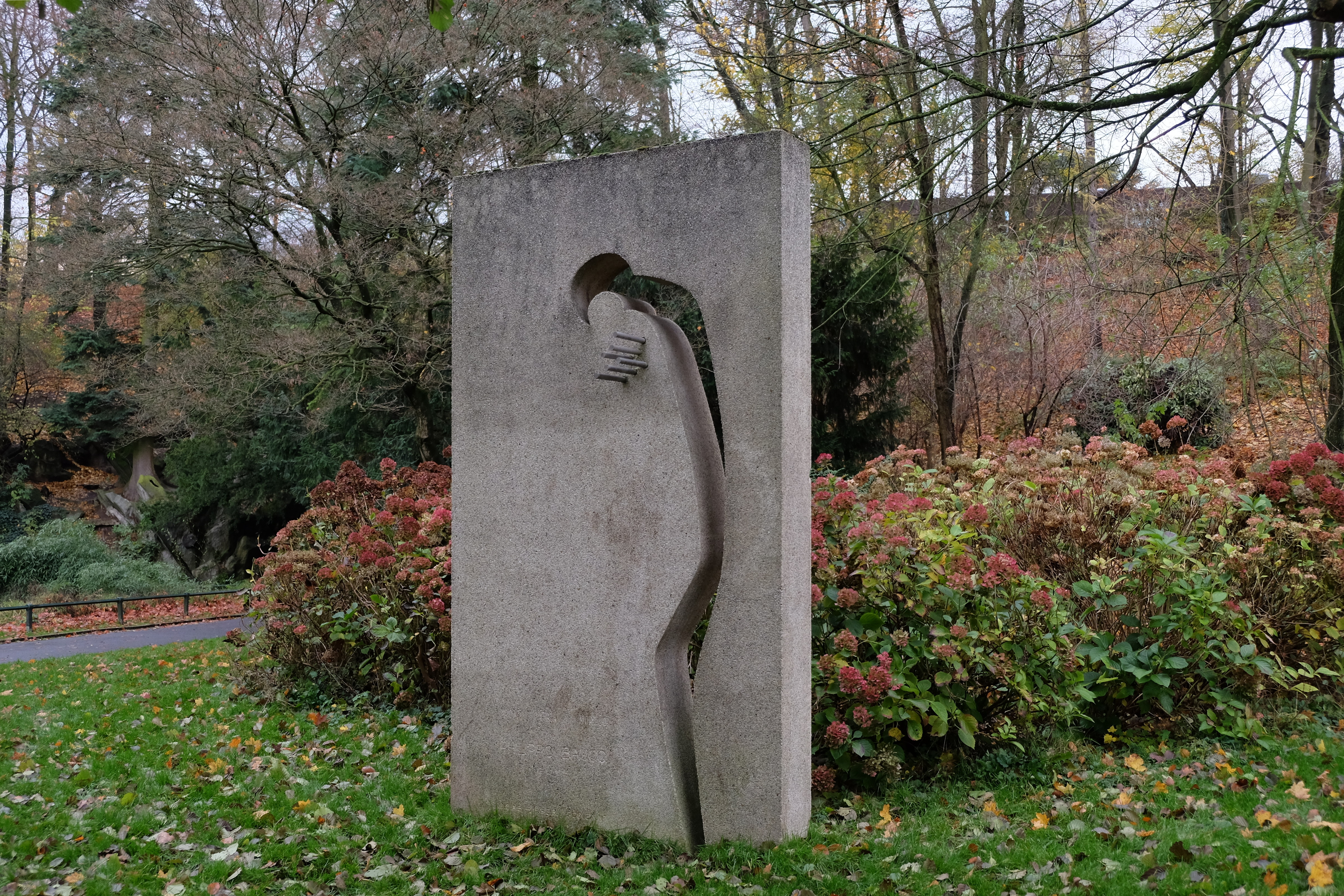
Mémorial Philippe Baucq au Parc Josaphat